# Dichostates muelleri
Dichostates muelleri là một loài bọ cánh cứng trong họ Cerambycidae.